# Állambiztonsági Szolgálatok Történeti Levéltára

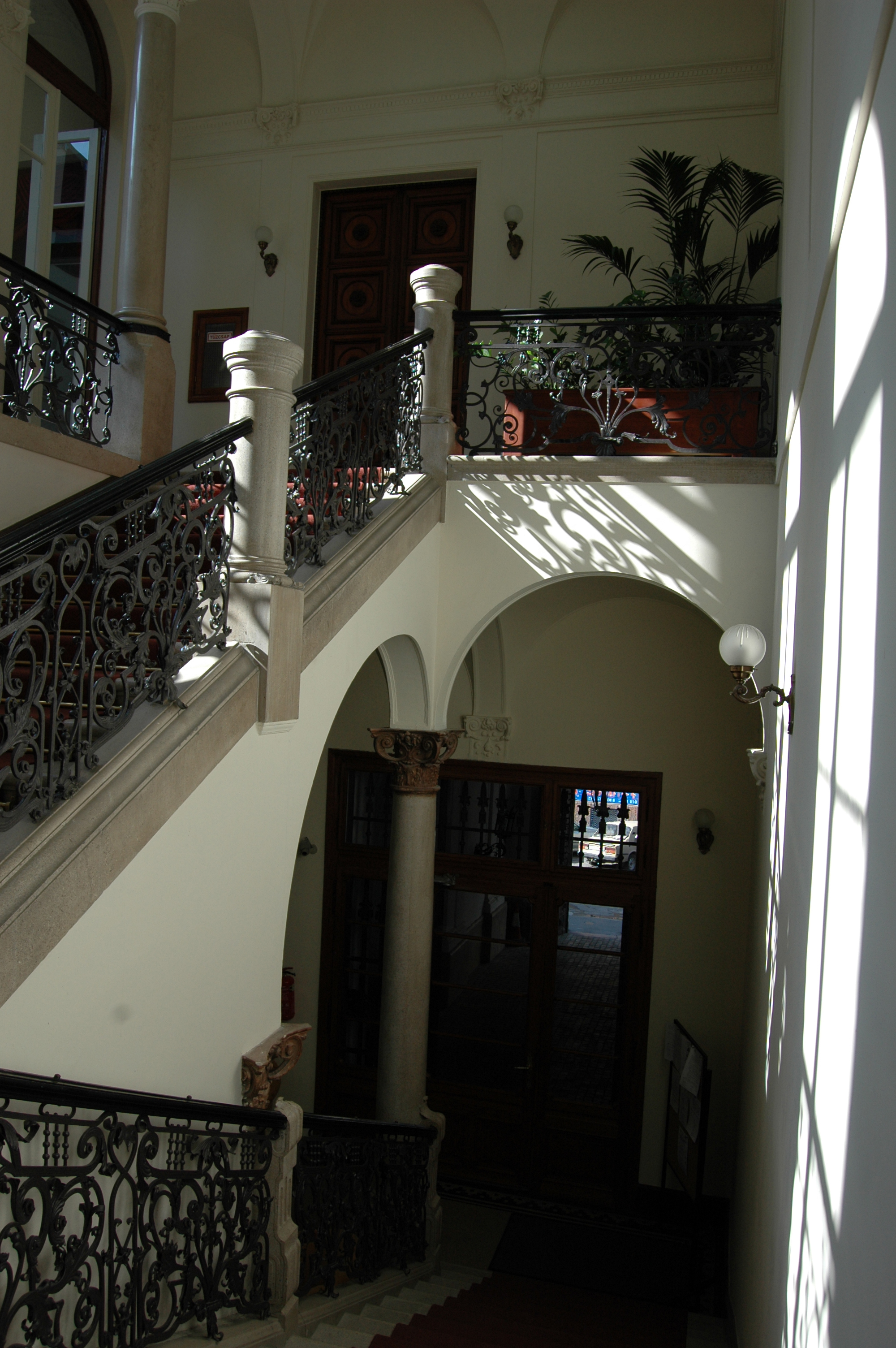
A Történeti Levéltár épülete

Az Állambiztonsági Szolgálatok Történeti Levéltárát (ÁBTL), mint a Történeti Hivatal jogutódját a 2003. évi III. törvény hozta létre. Az intézmény 2003. április 1-jétől működik, mint állami szaklevéltár. Tevékenységének speciális szabályait az említett törvény fogalmazza meg, a levéltári szakmai munka végzésénél azonban a közlevéltárak működését szabályozó 1995. évi LXVI. törvény (Levéltári törvény) rendelkezései az irányadók. A levéltár alapvető feladata:
- a kezelésébe került iratok megőrzése, szakszerű kezelése és feldolgozása,
- az iratokban szereplő személyek betekintési jogának biztosítása,
- az iratanyagban való kutatás lehetőségének biztosítása,
- az iratanyag tudományos feltárása és ezen kutatások eredményeinek publikálása.

Az intézmény a Levéltári törvényben nevesített állami szaklevéltár, jogállását tekintve önálló, teljes gazdálkodási jogkörű költségvetési szerv, az Országgyűlés költségvetési fejezetén belül önálló cím. Működését az Országgyűlés elnöke felügyeli.

## Iratok a Történeti Levéltárban

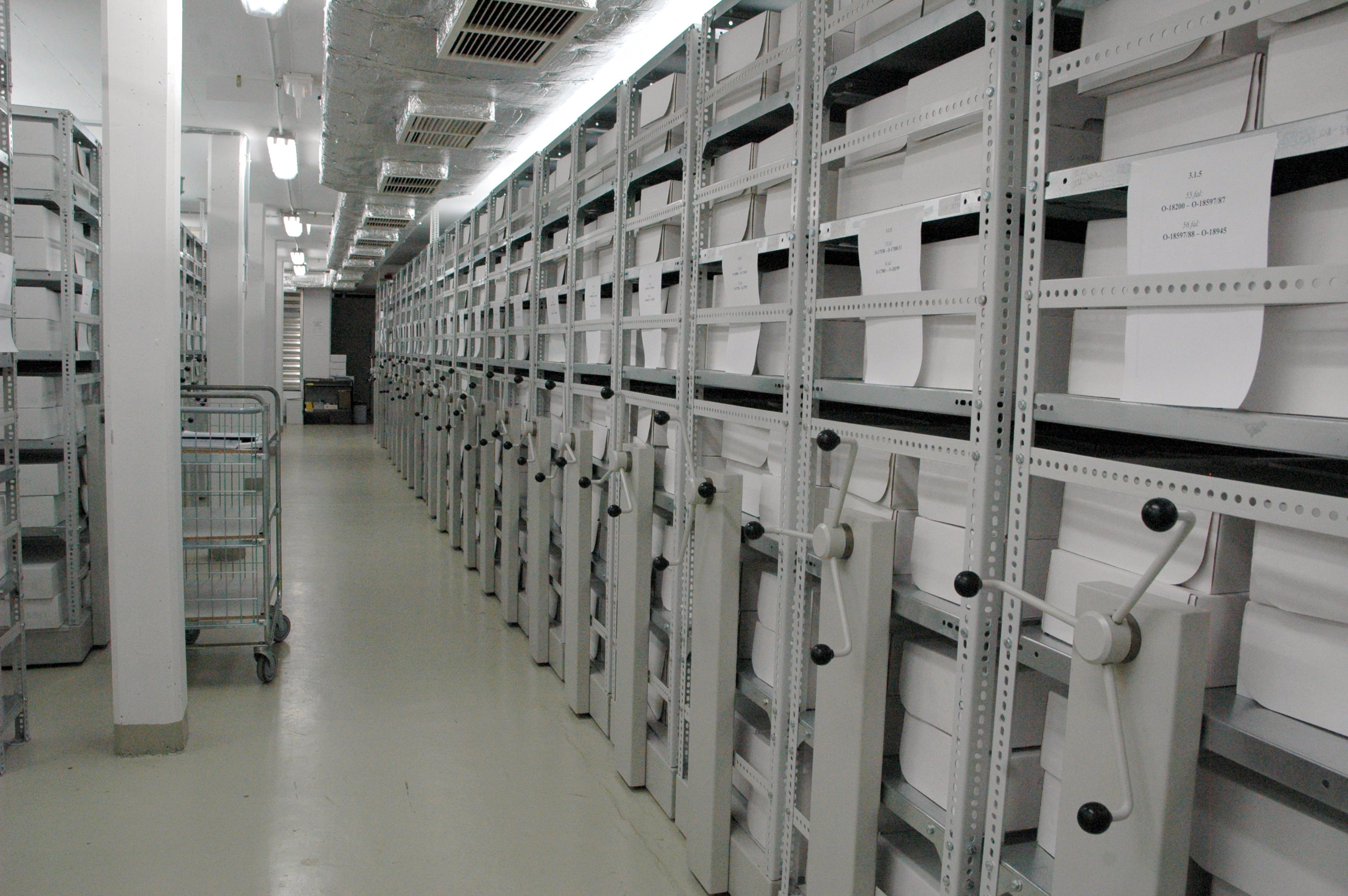
A Történeti Levéltár iratraktára

A Történeti Levéltár illetékességi körét a 2003. évi III. tv. 1. § (1) bekezdése határozta meg. Ez alapján a Levéltár őrzi és kezeli az 1944. december 21. és 1990.február 14. között állambiztonsági tevékenységet végzett magyar állami szervek működésével összefüggésben keletkezett iratokat. A törvény értelmében a levéltár illetékessége kiterjed mindazon iratokra, melyek:
- a Belügyminisztérium III-as Főcsoportfőnökségénél, ennek területi és helyi szerveinél, illetve elődeiknél (a Magyar Államrendőrség budapesti és vidéki főkapitányságának Politikai Rendészeti Osztályain és a Gazdasági Rendészeti Osztályok operatív csoportjaiban, a Magyar Államrendőrség Államvédelmi Osztályánál, a Belügyminisztérium Államvédelmi Hatóságánál, az Államvédelmi Hatóságnál, 1953 és 1956 között a Belügyminisztérium államvédelmi feladatokat ellátó szervezeti egységeinél, a Belügyminisztérium Politikai Nyomozó Főosztályánál), a Belügyminisztérium Határőrség Felderítő Osztályánál, valamint a Honvédelmi Minisztérium Katonapolitikai Osztályán, a Honvédelmi Minisztérium Katonapolitikai Csoportfőnökségén, a Honvédelmi Minisztérium Katonai Elhárító Főcsoportfőnökségén, a Honvédelmi Minisztérium IV. Főcsoportfőnökségén, a Magyar Néphadsereg Vezérkara 2. Csoportfőnökségén, a Belügyminisztérium Külügyi Osztályánál, a Belügyminisztérium Nemzetközi Kapcsolatok Osztályánál, a Belügyminisztérium Belbiztonsági Osztályánál, a Belügyminisztérium Állambiztonsági Operatív Nyilvántartó Osztályánál vagy
- a Belügyminisztérium Személyzeti Főosztályánál a Belügyminisztérium III. Főcsoportfőnökségének alkalmazottaival és a „titkos”, illetve a „szigorúan titkos” állományú munkatársaival kapcsolatban,
- illetőleg az egyes fontos, valamint közbizalmi és közvélemény-formáló tisztségeket betöltő személyeket ellenőrző bizottságnál

keletkeztek és irattári anyagába tartoztak.”
Az ÁBTL iratanyaga történeti, időrendi és szervtipológiai alapon kialakított szekciókra oszlik. Az egyes szekciók fondokra, azokon belül állagokra, esetenként sorozatokra tagolódnak.
- Az 1. szekcióba – Állambiztonsági (államvédelmi) szervek szervezetével, működésével kapcsolatos iratok (terjedelme: 551,81 ifm) – sorolt fondokat elsődlegesen a proveniencia – a szervezeti egységek iratanyaga rendeltetésszerű helyének elve – alapján alakították ki.

Ebben az irategyüttesben található meg az 1956 előtti államvédelem (pl. ÁVO, ÁVH) töredékes anyaga, az 1956-os forradalom leverését követő megtorlásokban fontos szerepet játszó Politikai Nyomozó Főosztály működését reprezentáló iratok, vagy a III. főcsoportfőnökség szervezeti egységeinek a működéséről képet adó, a levéltárnak átadott iratanyag. Ide sorolták a már a levéltárba került katonai biztonsági és elhárítási dokumentum-együtteseket is.
- A 2. szekcióba – Szervezeti egységekhez nem kapcsolódó állambiztonsági iratok (terjedelme: 760,52 ifm) – azok az iratok kerültek, amelyek több szervezeti egységhez is kapcsolódnak, illetve amelyeket több szervezeti egység hozott létre. Ilyenek például az operatív és hálózati nyilvántartások, az internálási iratok, a különböző belügyi információs jelentések, vagy az egykori nyílt és szigorúan titkos állományú állambiztonsági tisztek személyi anyagai.

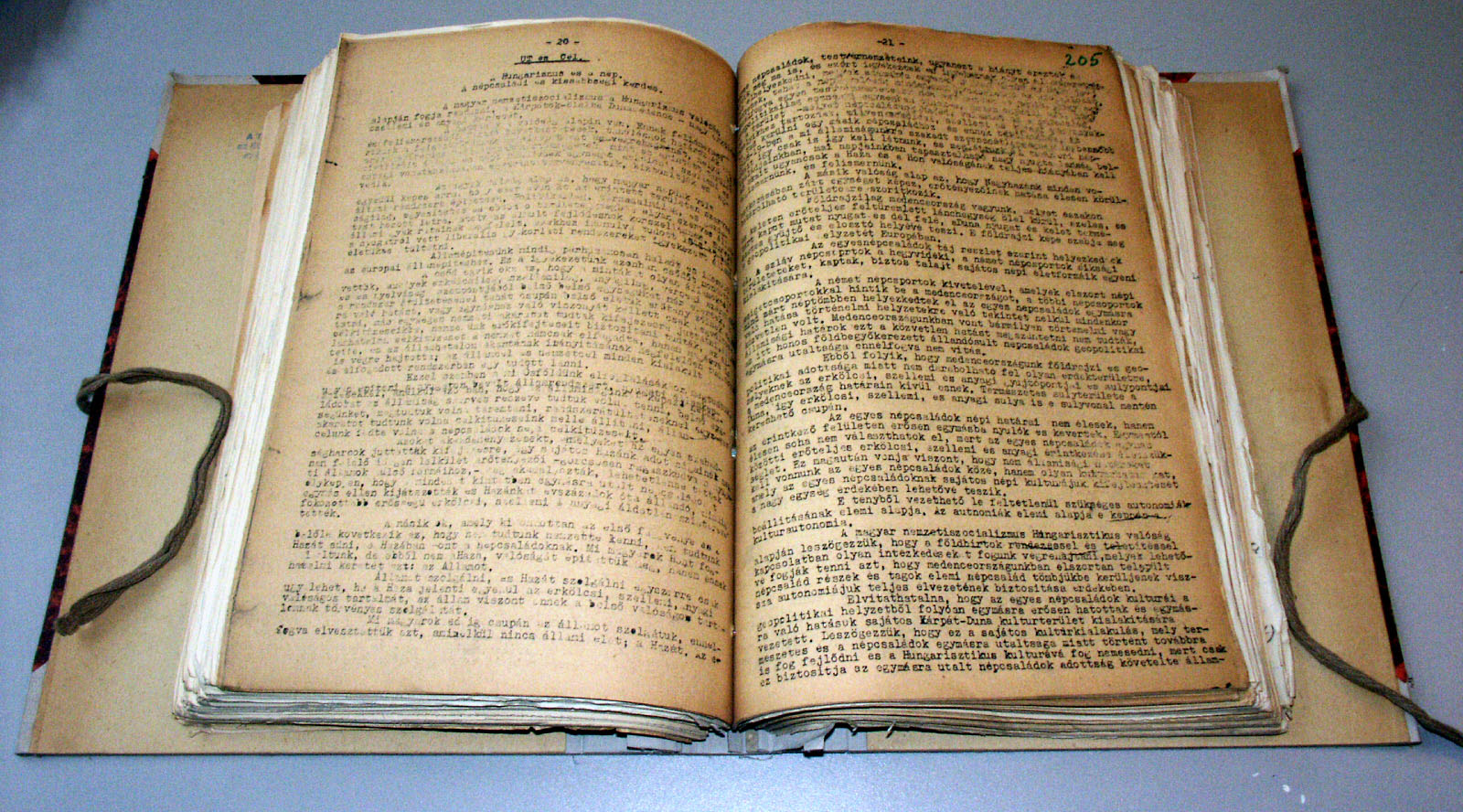
Dosszié a Történeti Levéltár iratanyagából

- A 3. szekción – Hálózati, operatív és vizsgálati iratok (terjedelme: 2 428,83 ifm) – belül találhatók az államvédelem, állambiztonság által készített különböző dossziék (pl. Beszervezési-, Munka-, Operatív- és Vizsgálati dossziék), amelyek a Levéltár teljes iratanyagának megközelítőleg kétharmadát alkotják. Az első fondba [3.1.] kerültek azok a dossziék, amelyeket az Adatfeldolgozó és Tájékoztató Csoportfőnökség Operatív Nyilvántartó Osztály (és jogelődei) irattárában őriztek, míg a második fondban [3.2.] – önálló iratkezelésük/irattáruk okán – a BM III/I. Csoportfőnökség és jogelődei által kezelt dossziék találhatók.

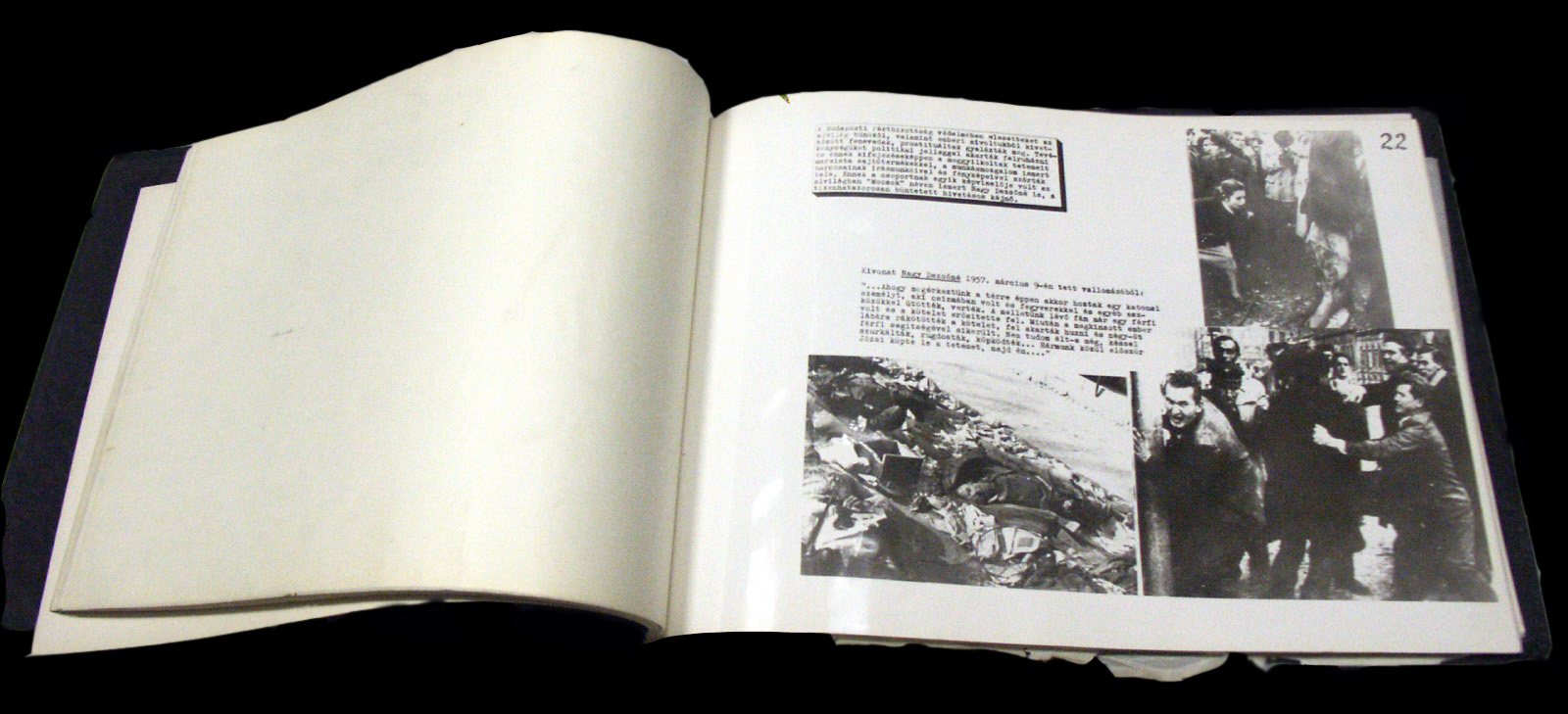
Korabeli fotóalbum az 1956-os forradalomról

- A 4. szekcióban – Gyűjtemények (terjedelme: 101,85 ifm) – az állambiztonsági munkához kapcsolódó különböző iratsorozatokat találhatók.

Ilyen sorozat például az állambiztonsági szervek által használt háttéranyagok (könyvek, kéziratok, tanulmányok, folyóiratok stb.) amelyeket az operatív munka segítésére egykoron könyvtárakból, levéltárakból, irattárakból, más köz- és magángyűjteményekből szereztek be, és sajátos szempontjaik szerint dolgoztak fel. A parancsgyűjteménybe a különböző irategyüttesekből kiemelt parancsok kerültek. Az oktatófilmek célja kettős volt: egyfelől a belügyi állomány felkészítését szolgálták, másfelől pedig – gyakran ismert, hivatásos színészek előadásában – a politikai propaganda részét képezték. A tankönyvek tanulmányok, belső kiadványok a szakmai felkészítésre, a tapasztalatok közreadására és a továbbképzésre szolgáltak. Végül ebbe a szekcióba sorolták Péter Gábor személyes iratait, valamint a levéltárnak ajándékozott, a gyűjtőkörébe tartozó magániratokat is.
- Az 5. szekció – 1990 után keletkezett iratok (terjedelme: 45,21 ifm) – csak az egyes fontos, valamint közbizalmi és közvélemény-formáló tisztségeket betöltő személyek ellenőrzésére, az 1994. évi XXIII. törvénnyel létrehozott bizottság, az ún. átvilágító bizottság iratait tartalmazza.

Az iratanyag részletes tagolása megtalálható a levéltár fond- és állagjegyzékében.
A Történeti Levéltár csak egy meghatározott korszaknak (1944-1990), és egy bizonyos önkényuralmi szervezetnek iratait jogosult átvenni és feldolgozni. A jogállami keretek között működő utódszerveknél az iratkezelés ellenőrzése, s majd a levéltárérett iratok átvétele már a Magyar Országos Levéltár feladata. A nemzetbiztonsági szolgálatoknál azonban még napjainkban is vannak 1990 előtt keletkezett, átadására váró – jelenleg is szigorúan titkos - iratok. Ezeket a minősítésüket megőrzött dokumentumokat a titokgazdáknak meghatározott időszakonként felül kell vizsgálni, s csak a minősítésük elvesztése után kerülnek a Történeti Levéltárba.
A Levéltár iratainak mennyisége 2009 végén 3888,22  iratfolyóméter volt, melynek közel kétharmadát különböző típusú dossziék, fennmaradó részét pedig a volt állambiztonsági szervek működési iratai, valamint a szervek által készített és használt gyűjtemények, háttéranyagok tették ki.
Adathordozóját tekintve a levéltár javarészt papír alapú dokumentumokat őriz, de nagy mennyiségben került ide a vizsgálati valamint operatív dossziékról, illetve a Napi Operatív Információs Jelentésekről (NOIJ) készült egykorú biztonsági mikrofilm-másolat is.

## Állampolgári betekintés

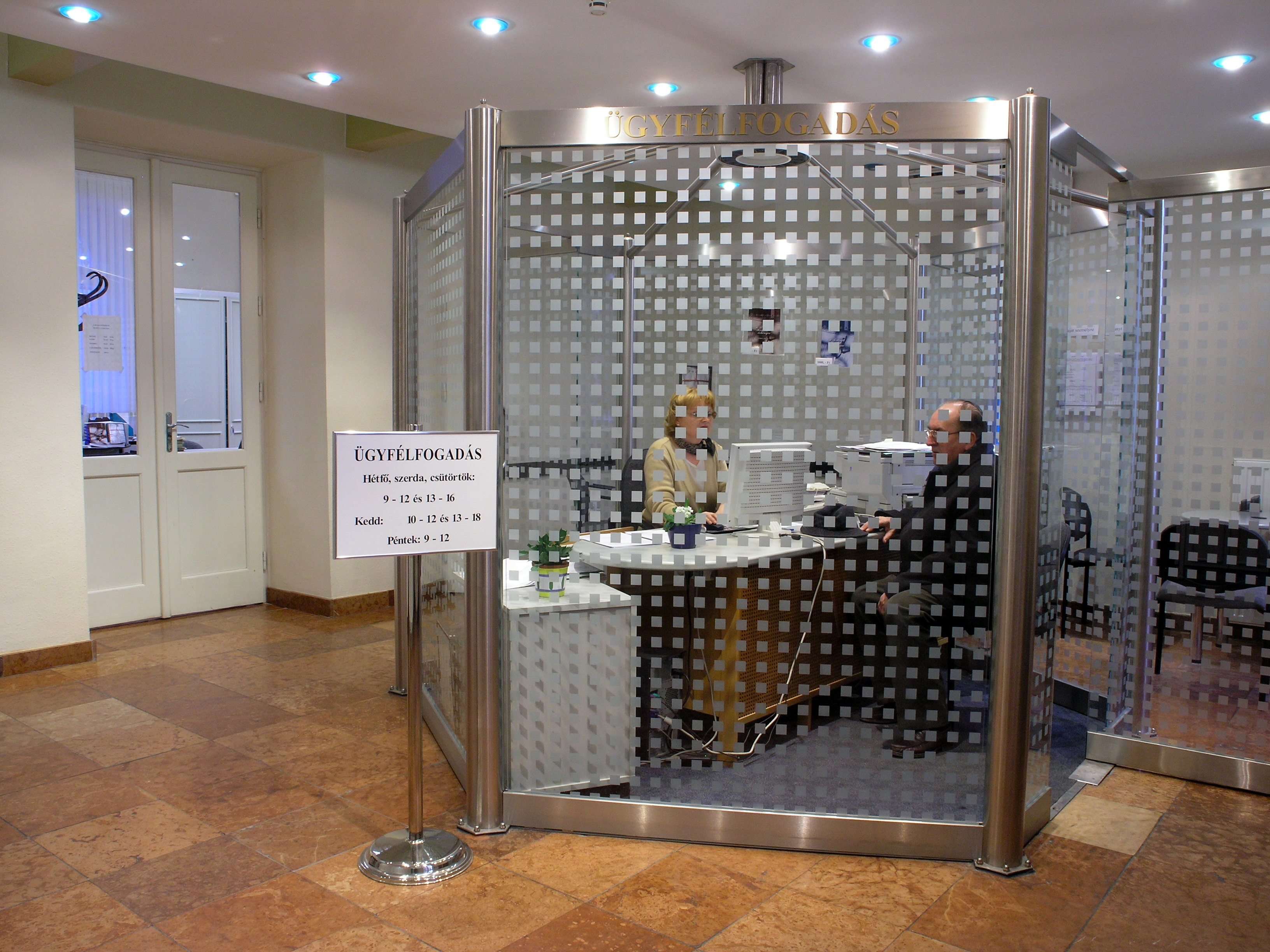
A Történeti Levéltár ügyfélszolgálata

A Történeti Levéltár a törvényi előírások értelmében biztosítja az állampolgárok számára az információs önrendelkezési jog gyakorlását, vagyis a volt állambiztonsági szervek által készített és kezelt iratokban megismerhetik mindazon adatokat, amelyek rájuk vonatkoznak, amelyekkel kapcsolatba hozhatók. Az iratok betekintésre történő előkészítése állampolgári kérésre történik. A betekintési kérelem benyújtható postai úton (a levéltár honlapjáról letöltött formanyomtatványon, vagy saját megfogalmazásban), elektronikus úton, illetőleg az intézmény ügyfélszolgálatán személyesen. A levéltár a nyilvántartásba vett kérelmet az Adatvédelmi törvény előírásainak megfelelően bizalmasan kezeli, arról másnak semmilyen felvilágosítást nem ad. A kérelemben megadott információk segítségével a levéltár munkatársai a rendelkezésre álló nyilvántartások és levéltári segédletek alapján elvégzik az iratkeresést. Az előkészítés során az iratokról fénymásolat készül, melyet szükség esetén - a törvényi előírásoknak megfelelően - anonimizálni kell, vagyis az érintett személlyel kapcsolatba nem hozható más személy adatait felismerhetetlenné kell tenni. A törvény részletesen szabályozza az iratokban szereplő megfigyelt személy (akiről a volt állambiztonsági szervek célzottan adatokat gyűjtöttek), hálózati személy, operatív kapcsolat, hivatásos alkalmazott és az ún. harmadik személy (aki szerepel az iratban, de a felsoroltak közül egyetlen kategóriába sem tartozik) esetében azt, hogy a személyes adatok mely körének megismerésére jogosultak. Az információs kárpótlás elsősorban a megfigyelt személyeket (az áldozatokat) illeti meg, haláluk után azonban a hozzátartozók is élhetnek ezzel a lehetőséggel. Azt, hogy ki tekinthető hozzátartozónak, a törvény tételesen felsorolja. A le- és felmenő családtagokat, testvéreket – az ügynöki múlt kivételével – ugyanazok a jogosultságok illetik meg, mint az elhunyt személyt. Az elhunyt házastárs esetében azonban az özvegy csak a házasság tartama alatt keletkezett iratokat ismerheti meg, feltéve ha a házasság a halál bekövetkeztéig fennállt.
A törvény értelmében a megfigyelt személy megismerheti az átadott iratokban szereplő, vele kapcsolatba hozható hálózati személy, operatív kapcsolat vagy hivatásos alkalmazott személyazonosító adatait. A levéltár a kérelmező kifejezett kérésére végzi el a hálózati személy azonosítását, s ha az azonosítás egyértelműen teljesíthető, az állampolgár megtudhatja az őt figyelő, róla jelentő hálózati személy adatait.
Ha a betekintő hálózati személy, vagy hivatásos alkalmazott volt, csak kizárólag a vele kapcsolatba hozható adatokat ismerheti meg, az állambiztonságnak tett szolgálatainak írásos dokumentumaiba nem tekinthet bele.
Az iratelőkészítés befejezése után az iratmásolatok átvételének lehetőségeiről a kérelmező állampolgárt a levéltár munkatársai értesítik. Az elkészült iratmásolatok átvehetők személyesen a Levéltár ügyfélszolgálatán, vagy kívánságra - a hálózati iratokról készült másolatok kivételével – küldeményként postázzák.
A Történeti Levéltár működését szabályozó törvény külön rendelkezik a másolás költségeiről, eszerint az állampolgári kérelmek esetében az érintettre vonatkozó iratok első másolat-sorozatának elkészítése díjmentes, postai – utánvéttel történő - iratküldés esetén a kérelmezőnek csak a postaköltséget kell megfizetnie.

## Kutatási lehetőségek

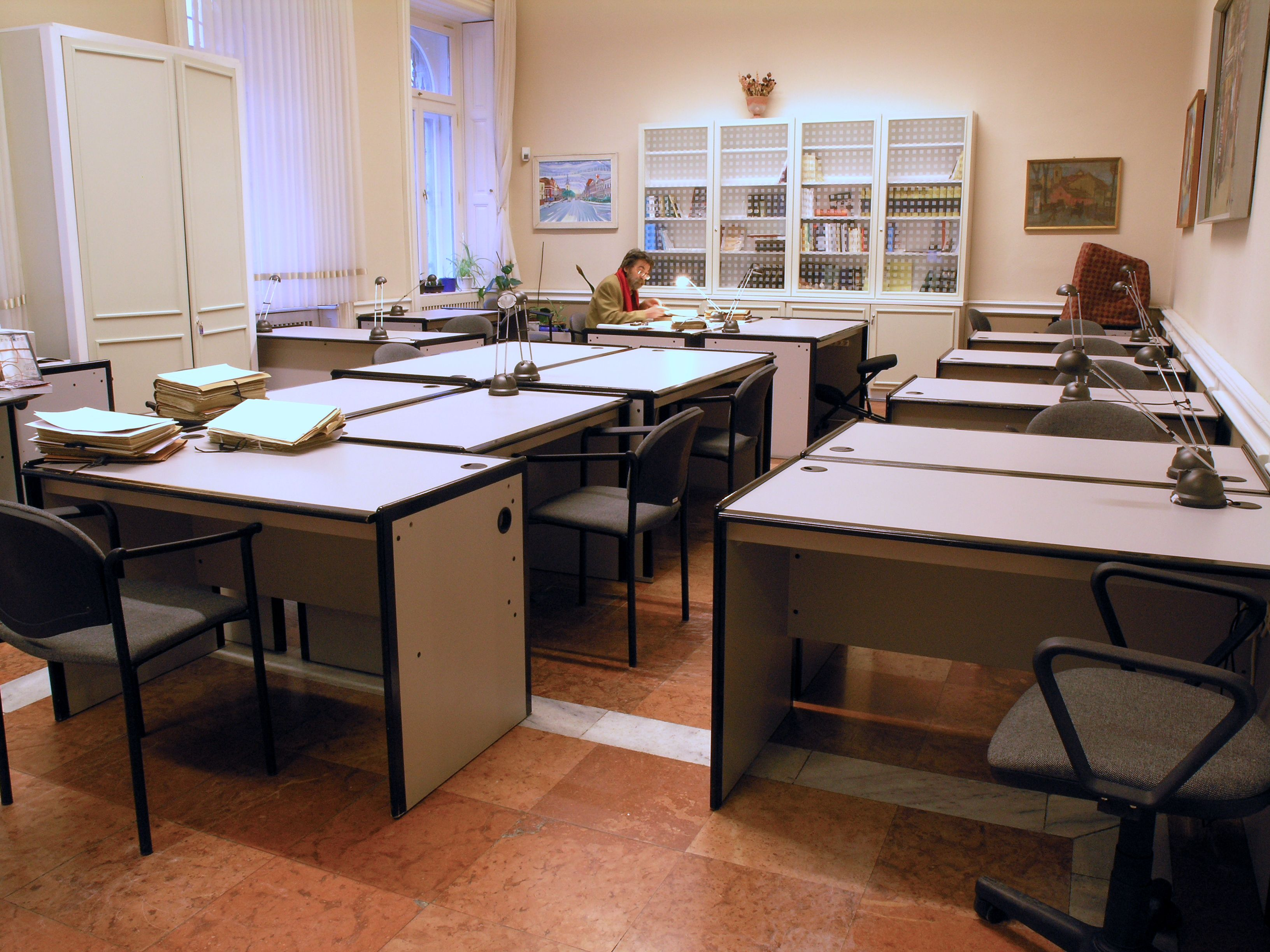
A kutatóterem

Az Állambiztonsági Szolgálatok Történeti Levéltárában, mint minden más közlevéltárban, bármely természetes személy ingyenesen kutathat, és a kutatásra kiadott levéltári anyagról saját költségén másolatot készíttethet. A levéltár működését szabályozó 2003. évi III. törvény alapvetően kétféle kutatási lehetőséget biztosít az érdeklődők számára. Az egyik lehetőség a tudományos kutatás, a másik pedig az úgynevezett magánkutatás. A törvény meghatározása szerint tudományos kutatónak minősül az a személy, aki rendelkezik a levéltár által kiadott kutatási engedéllyel. A tudományos kutatás a kutatási kérelem beadásával indul, amelyhez csatolni kell a tudományos kutatást rendeltetésszerűen végző, közfeladatot ellátó intézmény támogató állásfoglalását, és a kutató publikációs jegyzékét. Támogató állásfoglalást pl. múzeum, levéltár, könyvtár, egyetemi és főiskolai tanszék, kutatóintézet vezetője adhat ki. A levéltár megalapozott döntését elősegíti a kutatási kérelemmel egyidejűleg benyújtott részletes kutatási terv.

### Kutatási feltételek tudományos kutatás esetén
A tudományos kutató szabadon tanulmányozhatja a témájával kapcsolatos levéltári anyagot, ezen belül a személyes adatokat tartalmazó iratokat is. A kutatási engedély továbbá lehetővé teszi a különleges adatok egyik csoportjának, - mégpedig a faji eredetre, a nemzeti, nemzetiségi és etnikai hovatartozásra, a vallásos vagy más világnézeti meggyőződésre vonatkozó adatok, - anonimizálás nélküli megismerését a 2003. évi. III. törvény 4. § (3) bekezdése alapján. Amennyiben a levéltár nem ad a különleges adatok ezen csoportjára szabad hozzáférést a kutatónak, a fenti adatokat a levéltár munkatársainak anonimizálniuk kell.
A kutatási engedéllyel rendelkező tudományos kutató a különleges adatoknak egy másik csoportját még a levéltár engedélyével sem kutathatja, csak a törvényben meghatározott védelmi idők letelte után. Ezek az egészségi állapotra, kórós szenvedélyre és szexuális életre vonatkozó adatok, amelyek csak az érintett halálozási évét követő harminc év után ismerhetők meg. Ha a halálozás éve nem ismert, a védelmi idő az érintett születésétől számított kilencven év, ha pedig a születés és a halálozás időpontja sem ismert a levéltári anyag keletkezésétől számított hatvan év.
A fenti törvényi szabályozás miatt a levéltár munkatársainak minden iratot el kell olvasniuk, és a védelmi időn belüli különleges adatokat a tudományos kutatók számára is csak anonimizált másolatban adhatják ki. Ugyanez vonatkozik arra az esetre, ha a törvény 6. §-a alapján a megfigyelt vagy a harmadik személy zároltatta a személyes adatait.
További korlátozást jelenthet a levéltárban tárolt (csekély mennyiségű) minősített irat kutathatósága. A „szigorúan titkos”, „titkos” és „szolgálati használatra” minősítésű iratok csak akkor kutathatók, ha az iratok felülvizsgálatára jogosult szervhez (titokgazdához) benyújtott kérelem alapján a kutató a megismerési engedélyt megkapja.

### A levéltári anyagban lévő személyes adatok kezelése
A tudományos kutatónak rendelkeznie kell a levéltár által kiadott engedéllyel, illetve a védelmi idő lejárta után megismert személyes és különleges adatok kezelésénél figyelembe kell vennie az Adatvédelmi törvény (1992. évi LXIII. tv.) vonatkozó előírásait. A kutatónak írásos nyilatkozatban vállalnia kell, hogy a megismert és kigyűjtött személyes adatokat az adatvédelmi törvény 32. §-ában meghatározott módon kezeli és használja fel, továbbá az írásos nyilatkozatban meg kell jelölnie az adatkezelés helyét is.Az Adatvédelmi törvény 32. § (3) bekezdése rendelkezik a személyes adatok nyilvánosságra hozásáról: „A tudományos kutatást végző szerv vagy személy személyes adatot csak akkor hozhat nyilvánosságra, ha: a) az érintett abba beleegyezett, vagy b) az a történelmi eseményekről folytatott kutatások eredményeinek bemutatásához szükséges.”
A különleges adatok esetében a törvény szigorúbban rendelkezik, ugyanis ilyen adat kezeléséhez az érintett írásbeli hozzájárulása, vagy nemzetközi egyezmény, illetve törvényi felhatalmazás szükséges.

### A magánkutatás szabályai
A 2003. évi III. törvény egy további lehetőséget biztosít az iratok korlátozott megismerésére azoknak a magánkutatóknak, akik nem rendelkeznek tudományos kutatói engedéllyel. Magánkutatók a személyes adatot nem tartalmazó iratokat korlátozás nélkül kutathatják. Személyes adatokat azonban csak a fentebb már ismertetett védelmi idő lejárta után kaphatnak. Anonimizálás nélkül kiadhatók viszont a nyilvános rendezvényeken közszerepléssel kapcsolatban rögzített adatok, a korábban jogszerűen nyilvánosságra hozott adatok, továbbá a közszereplő hálózati személyek, operatív kapcsolatok és hivatásos alkalmazottak azonosításához szükséges adatok.

### A hálózati személy azonosítása
Tudományos kutató a témájához kapcsolódó hálózati iratokat – a minősített iratok kivételével – korlátozás nélkül megkaphatja. A magánkutató azonban – egy nehézkes procedúrában - csak az ún. közszereplő hálózati személy adatainak megismerése jogosult. Amennyiben a magánkutató közszereplő hálózati személy azonosítását kéri, a levéltár nyilatkozat tételére hívja fel az érintett személyt, hogy közszereplő minőségét elismeri-e. Amennyiben az érintett olyan nyilatkozatot tesz, melyben közszereplői minőségét nem ismeri el, a levéltár az adat megismerésére irányuló kérelmet elutasítja. Pozitív válasz esetben a kérelemnek eleget tesz. A levéltár döntésével szemben a levéltári törvény 29. §-a szerint jogorvoslattal lehet élni, melynek során a bíróság az érintett közszereplői minőségéről határoz. Ha a bíróság az érintettet közszereplőnek minősíti, a levéltár a kérést teljesíti, az elvégzett kutatás eredményéről a kérelmezőt értesíti.

### Másolási szolgáltatás
A kutatók az általuk megismert iratokról másolatot készíttethetnek a kutatóteremben kifüggesztett mindenkori díjszabás szerint.

## A levéltár komplex iratvédelmi programja képekben

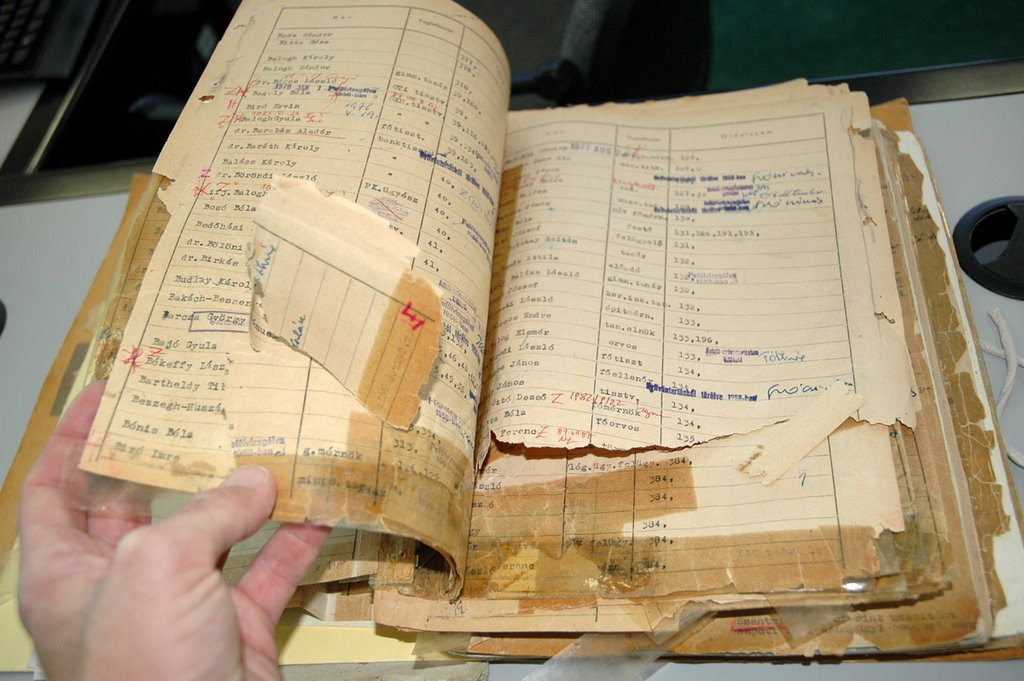
Megrongálódott eredeti irat
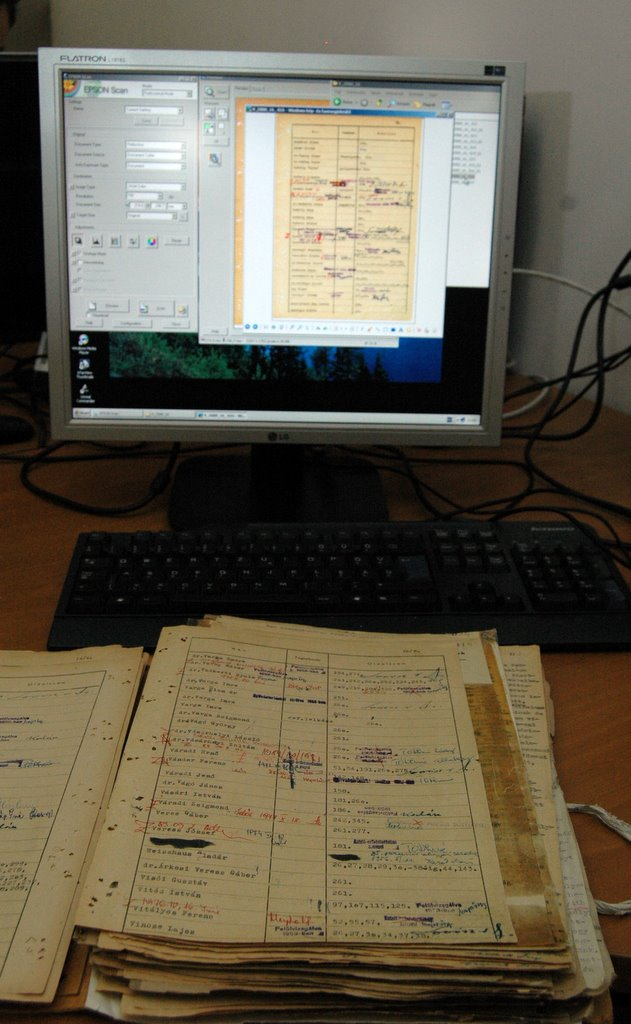
Iratok digitalizálása
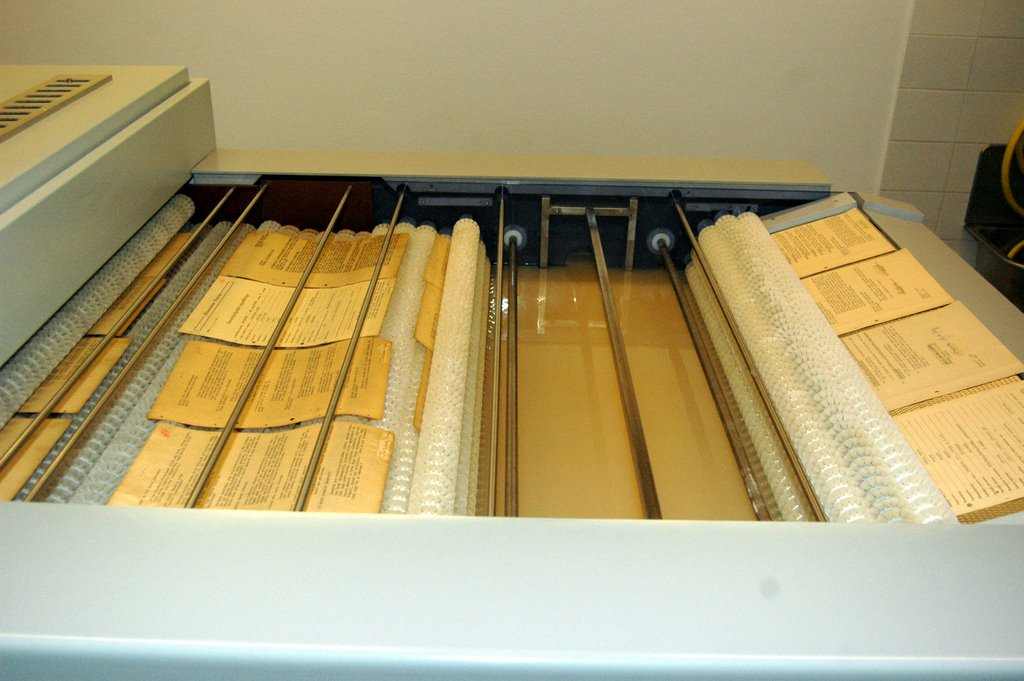
Iratok tömeges savtalanítása
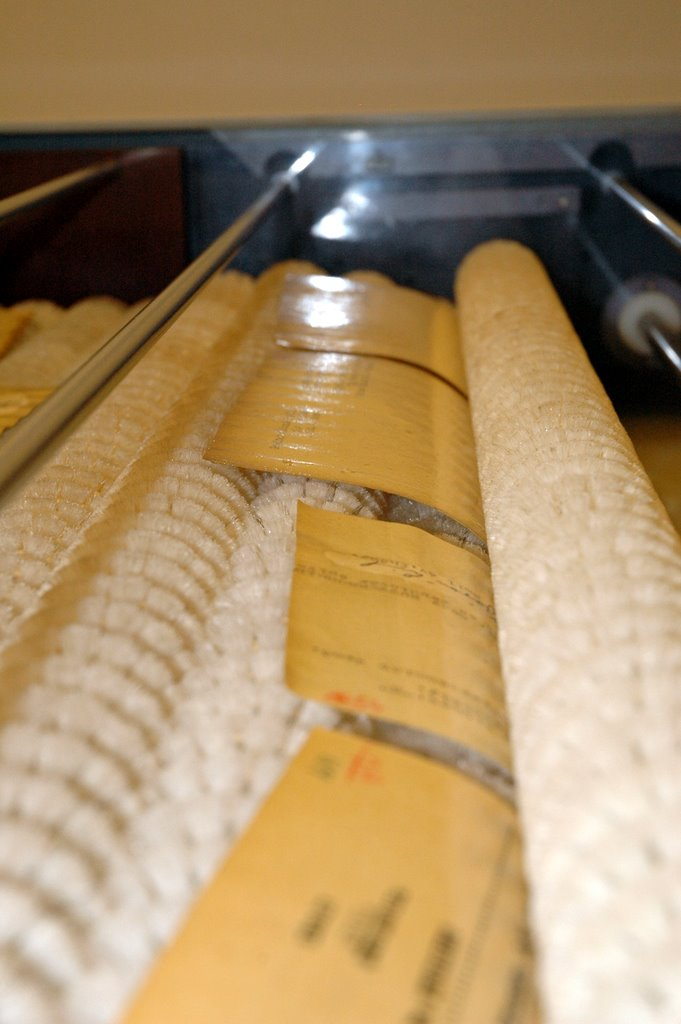
Savtalanítás
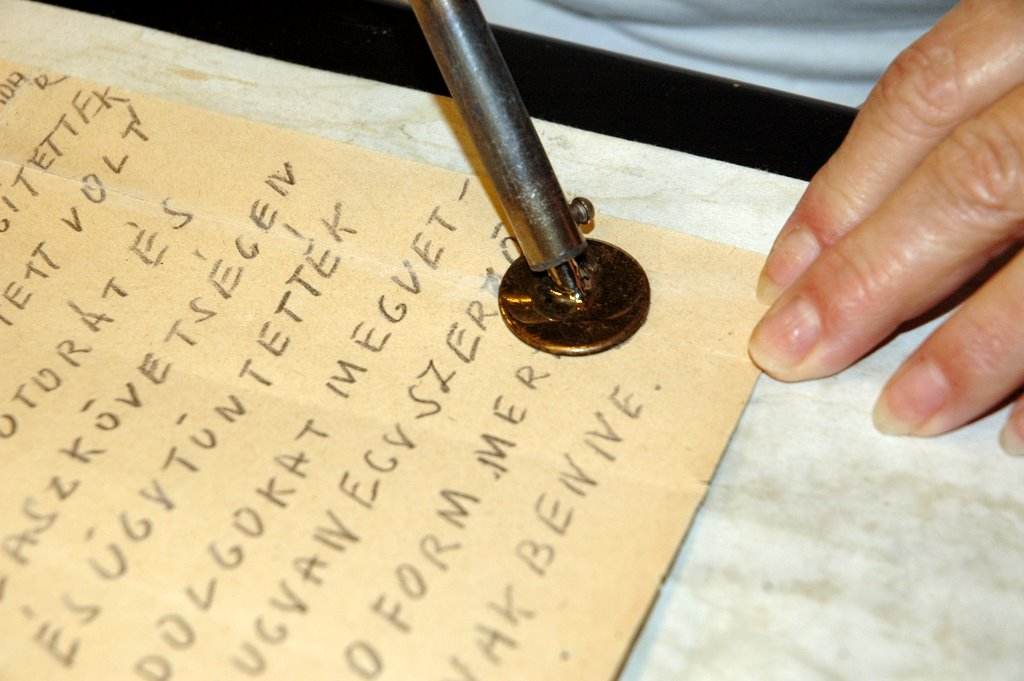
Iratok restaurálása
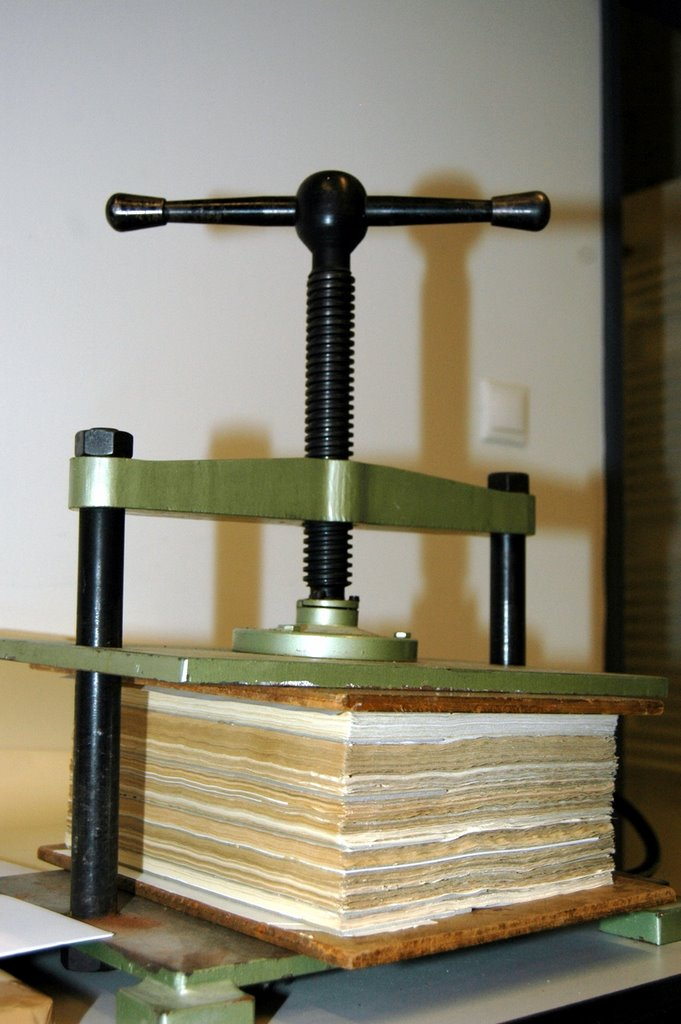
Iratok préselése
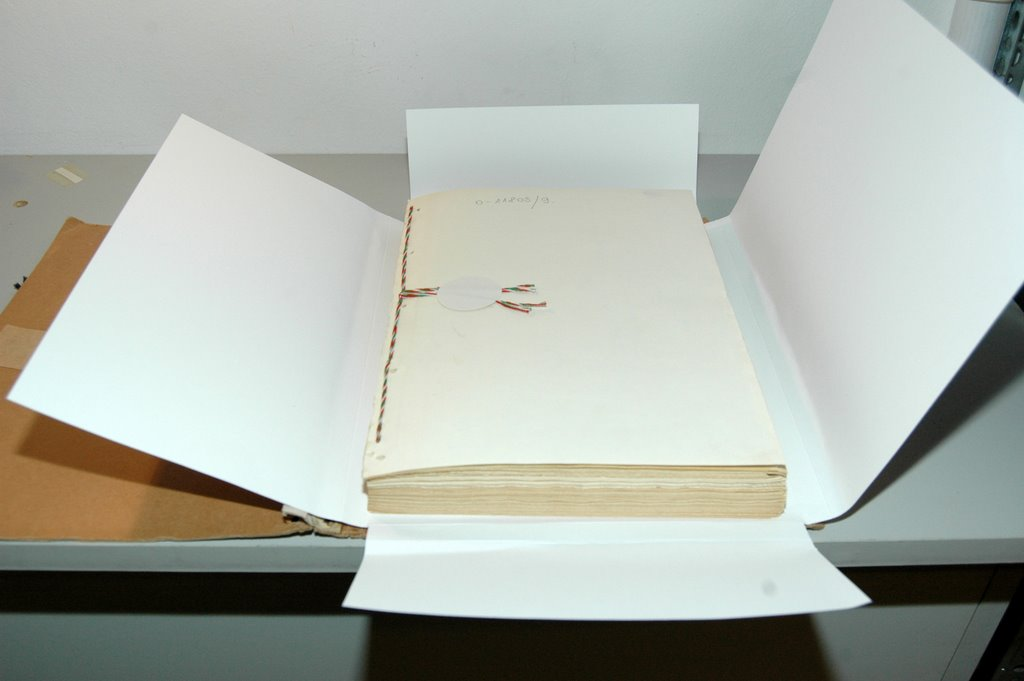
Restaurált eredeti irat